# St. Kastulus (Vilsheim)

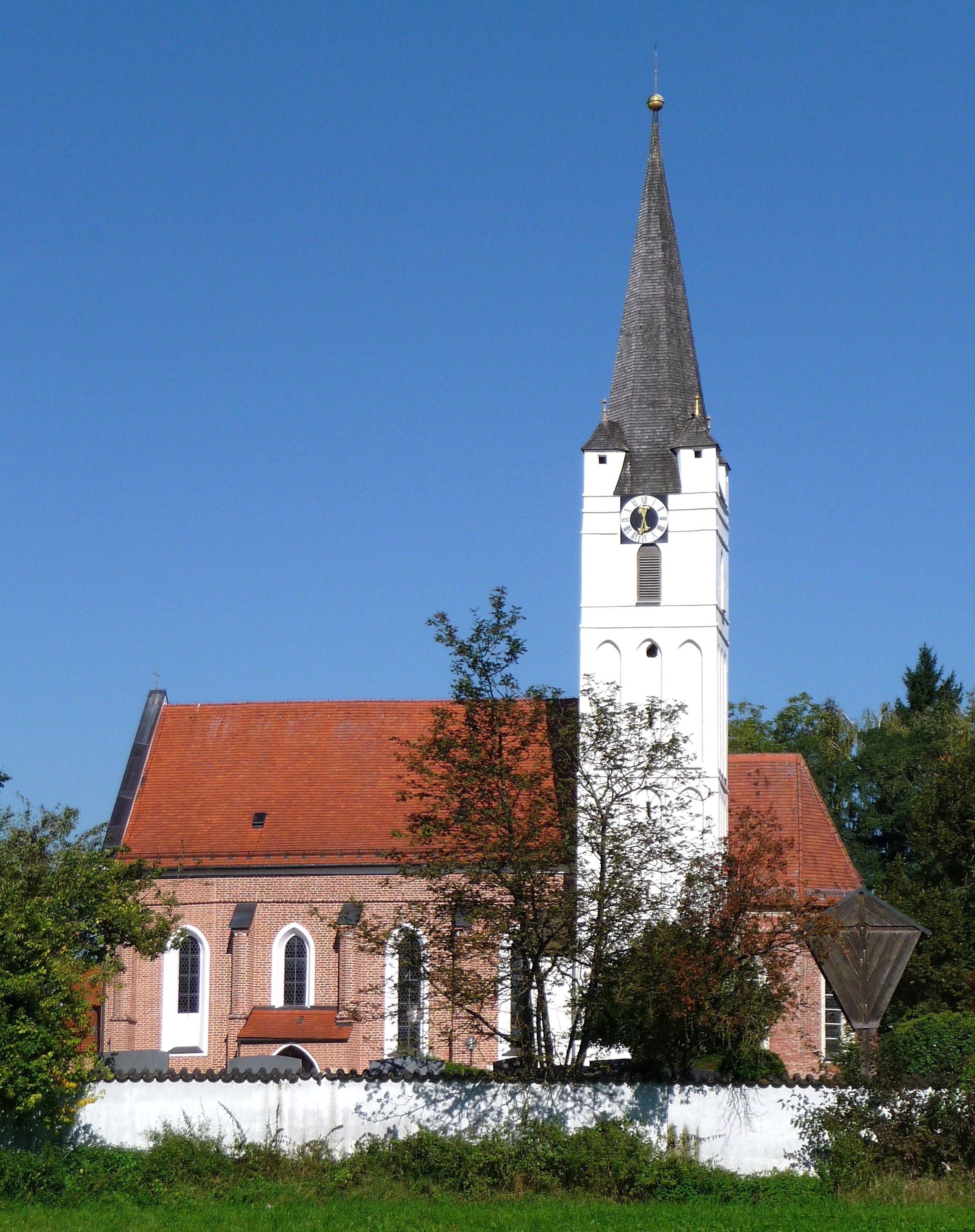
Außenansicht der Pfarrkirche St. Kastulus von Süden

Die römisch-katholische Pfarrkirche St. Kastulus in Vilsheim, einer Gemeinde im niederbayerischen Landkreis Landshut, ist ein spätgotischer Bau, der der Landshuter Bauhütte zugeschrieben wird. 

## Patrozinium
Das Patrozinium des heiligen Kastulus (Gedenktag: 26. März) ist ein sehr seltenes, kann aber durch die Nähe zu den Städten Moosburg und Landshut erklärt werden. Das Kollegiatstift St. Kastulus in Moosburg, das die Reliquien seines Namensgebers verwahrte, wurde im Jahr 1598 nach Landshut transferiert, wo diese bis heute ruhen. Die Pfarrei Vilsheim ist heute Teil des Pfarrverbands Altfraunhofen und wird von dort aus seelsorgerisch betreut.

## Lage und Umgebung
St. Kastulus befindet sich im Ortskern von Vilsheim, einem Dorf rund zehn Kilometer südlich von Landshut und 13 Kilometer östlich von Moosburg. Die Adresse lautet nach dem Erbauer der Kirche Ulrich-von-Pusch-Straße 2. Das Gotteshaus und der südlich unmittelbar anschließende Ortsfriedhof befinden sich am nördlichen Ufer der Kleinen Vils.

## Geschichte
Vilsheim wurde im Jahr 926 nach Christus erstmals urkundlich erwähnt als Besitz der Bischöfe von Baiern. Der Vorgängerbau der heutigen Kirche wurde 1142 von Bischof Otto II. von Freising zu Ehren der heiligen Maria Magdalena geweiht, wie Karl Meichelbeck in seiner Geschichte des Bistums Freising feststellt.
Die heutige Pfarrkirche, ein bemerkenswerter spätgotischer Bau, wurde in der Zeit um 1440 bis 1450 von dem damaligen Hofmarksherrn Ulrich Pusch von Vilsheim errichtet. Wie aus seinem Grabstein, der Bestandteil der Sammlung des Bayerischen Nationalmuseums ist, hervorgeht, stifte Ulrich Pusch von Vilsheim 1451 am Dreikönigsaltar der Pfarrkirche St. Kastulus in Vilsheim eine tägliche Messe. Er starb im Jahr 1458. Seine beiden Söhne Hans und Gabriel Pusch stifteten 1481 auf demselben Altar vier Quatemberjahrtage. Etwa um diese Zeit dürfte der Bau vollendet gewesen sein, da die beiden östlichen Schlusssteine im Langhaus die Ehewappen der vorgenannten Brüder tragen.
Die Pfarrkirche wurde mehrmals dem jeweiligen Zeitgeschmack entsprechend umgestaltet. Der erste größere Umbau erfolgte im Zuge der Barockisierung um 1730, als unter anderem der gotische Hochaltar einem barocken Exemplar weichen musste. 1786 wurde der Turm bei einem Blitzeinschlag teilweise zerstört, wurde aber trotz großer finanzieller Not unter tatkräftiger Mithilfe der Filialgemeinden schnell wiederaufgebaut. Im Jahr 1862 wurde das Langhaus durch den Landshuter Maurermeister Simon Pausinger um ein Joch nach Westen verlängert, um die gestiegene Anzahl an Kirchenbesuchern fassen zu können. In den Folgejahren wurde eine Regotisierung durchgeführt, die barocken Altäre wurden also durch neugotische Altäre ausgetauscht. Die beiden heute nicht mehr erhaltenen Seitenaltäre wurden 1868 (Heilige Drei Könige) und 1875 (St. Stephanus) angeschafft. 1892 erfolgten unter Pfarrer Wiesbauer erneute Umbaumaßnahmen. Da diese allerdings nicht vom Erzbischöflichen Ordinariat genehmigt waren, musste der Ortsgeistliche eine Ordnungsstrafe zahlen.
Unter Pfarrer Wilhelm Knab (1947–1980) änderte sich das Aussehen der Kirche erneut gravierend. Infolge des Zweiten Vatikanischen Konzils wurden der neugotische Hochaltar entfernt, ein moderner Volksaltar errichtet und das Gestühl vollständig erneuert. Im Zeitraum von den frühen 1990er bis zu den späten 2010er Jahren erfolgten zahlreiche Renovierungsmaßnahmen. 1992 wurden unter anderem das Kirchendach, die Fassade außen und die Raumschale innen einer Sanierung unterzogen. Der neugotische Altar konnte nach Ergänzung einiger fehlender Teile, zum Beispiel der Figur des heiligen Kastulus, 1997 wieder aufgestellt werden. Auch wurden wieder neue Kirchenbänke angeschafft, die wie früher beidseits eines Mittelganges angeordnet sind. In den Folgejahren wurde schließlich der Turm saniert. Im Jahr 2009 erfolgte die Erneuerung der Friedhofsmauern, 2012 die Instandsetzung des westlichen Vorbaus und 2017 eine neuerliche Turmsanierung mit Erneuerung des Dachstuhls, des Turmuhr, des Turmkreuzes und des Anstrichs. Für das Turmdach wurden anstelle von Zedernholzschindeln nun langlebigere Lärchenholzschindeln verwendet.

## Architektur

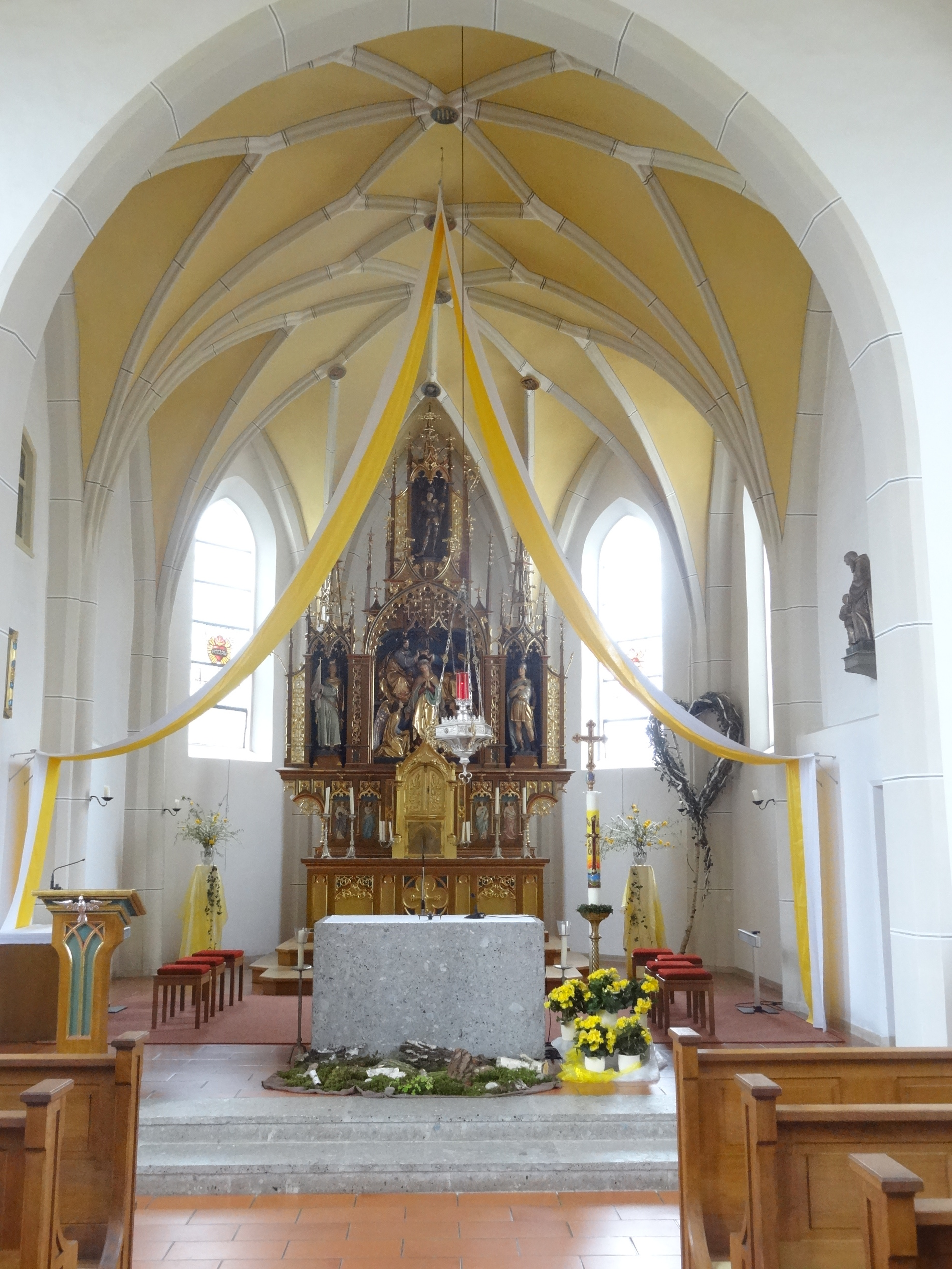
Blick in den Chorraum

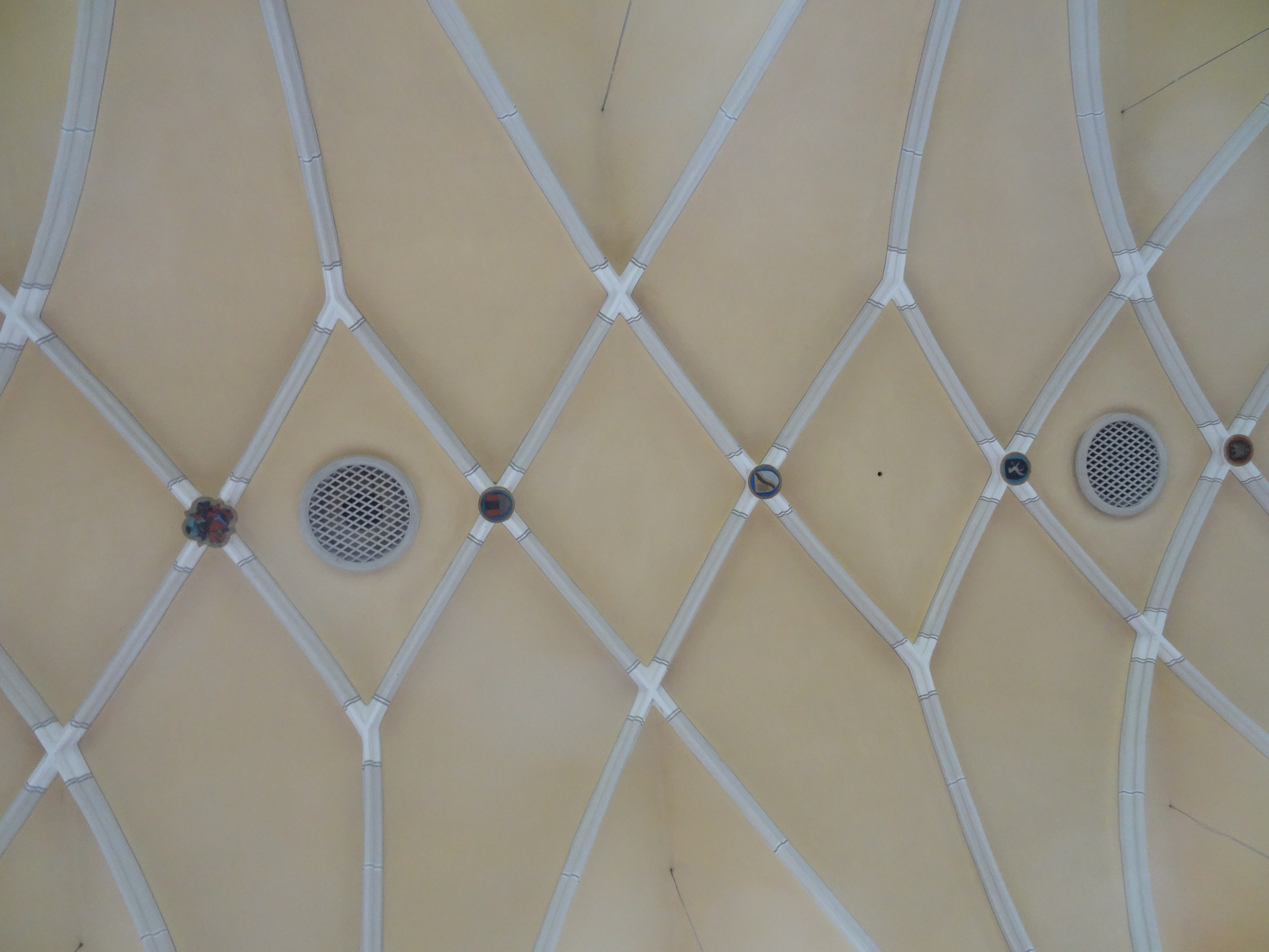
Spätgotisches Netzrippengewölbe mit tellerförmigen Schlusssteinen im Langhaus

### Außenbau
Die einschiffige Saalkirche im spätgotischen Stil umfasst seit der Erweiterung von 1862 ein vierjochiges Langhaus und einen eingezogenen, zweijochigen Chor mit dreiseitigem Schluss. Der für die Landshuter Gegend typische Backsteinbau wird außen durch einmal abgesetzte Strebepfeiler am Langhaus, bei denen der obere Absatz übereck gestellt ist, und Dreieckslisenen am Chor gegliedert. Charakteristisch für die Landshuter Bauhütte ist zudem der Dachfries. Die Fensteröffnung sind spitzbogig ausgeführt, das Fenster am Chorscheitel ist zugesetzt.
An den Chor ist auf der Nordseite die Sakristei, im Süden der fünfgeschossige Chorflankenturm angebaut. Letzterer ist über quadratischem Grundriss erbaut und als einziger Bauteil der Kirche verputzt und weiß getüncht. Die drei mittleren Geschosse sind mit schlanken Spitzbogenblenden verziert. Das oberste Geschoss wird durch allseitige spitzbogige Schallöffnungen und zwei Friesbänder belebt. Den Übergang zum nach oben hin abschließenden Spitzhelm vermitteln vier quadratische Ecktürmchen, was an die Turmausführung der Kirche St. Johannes in Moosburg erinnert.
Im Winkel zwischen Turm und Langhaus befindet sich ein Anbau, der den Aufgang zum Turm enthält. Am dritten Joch des Langhauses ist südseitig eine Lourdesgrotte angebaut, die sich nach außen hin mit einem Spitzbogen öffnet. Diese diente früher als Vorhalle für das inzwischen zugesetzte Südportal. An die neue Westfassade mit spitzbogigem Portal wurde 1862 ein kleiner Vorbau gesetzt, über den seither der Zugang zum Kircheninneren erfolgt.

### Innenraum
Der Chorraum wird von einem sternförmig figurierten Rippengewölbe mit spitzen Schildbögen im spätgotischen Stil überspannt. Die birnstabförmigen Rippen entspringen aus schwachen, gefasten Pilastern, denen halbrunde Dienste mit neugotischen Weinlaubkapitellen vorgelegt sind. Die tellerförmigen Schlusssteine sind unterschiedlich groß und tragen teilweise bemalte Heiligenreliefs. Der Chorbogen am Übergang zwischen Altarraum und Schiff ist spitz, auf der Westseite gefast und auf der Ostseite gestuft und gefast.
Das Langhaus enthält ein spätgotisches Netzrippengewölbe. Die Rippen weisen wiederum Birnstabform aus und entspringen aus ebensolchen Wandpfeilern wie im Chor. Den tellerförmigen Schlusssteinen sind hier spitze Wappenschilde aufgelegt, die beiden östlichen Schlusssteine weisen vierpassförmige Wappenschilde mit ausspringenden Spitzen auf. Letztere wurden im Jahr 1481 geschaffen und tragen die Ehewappen der Brüder Hans und Gabriel Pusch, jeweils mit Helmzier. Die Gewölberücklagen in Chor und Langhaus heben sich durch ihre gelbe Tünchung deutlich von weißen Gewölberippen ab.
Im Turmuntergeschoss ist ein spätgotisches Kreuzrippengewölbe zu finden. Im hintersten Langhausjoch ist eine hölzerne Orgelempore eingezogen.

## Ausstattung

### Altäre
Der 1997 wieder aufgestellte neugotische Hochaltar zeigt an zentraler Stelle eine reliefartige Darstellung der Krönung Mariens durch die Heilige Dreifaltigkeit. Diese wird flankiert von den Figuren des heiligen Königs Ludwig (links) und des heiligen Sebastian (rechts). In dem mit zahlreichen Fialen verzierten Altarauszug befindet sich eine Figur des Kirchenpatrons Kastulus mit seinem Attribut, der Schaufel.
Die ebenfalls neugotischen Seitenaltäre wurden in den 1960er Jahren entfernt. Erhalten sind nur die Altarblätter des heiligen Stephanus (links) und der Heiligen Drei Könige beim Besuch des Jesuskindes (rechts).

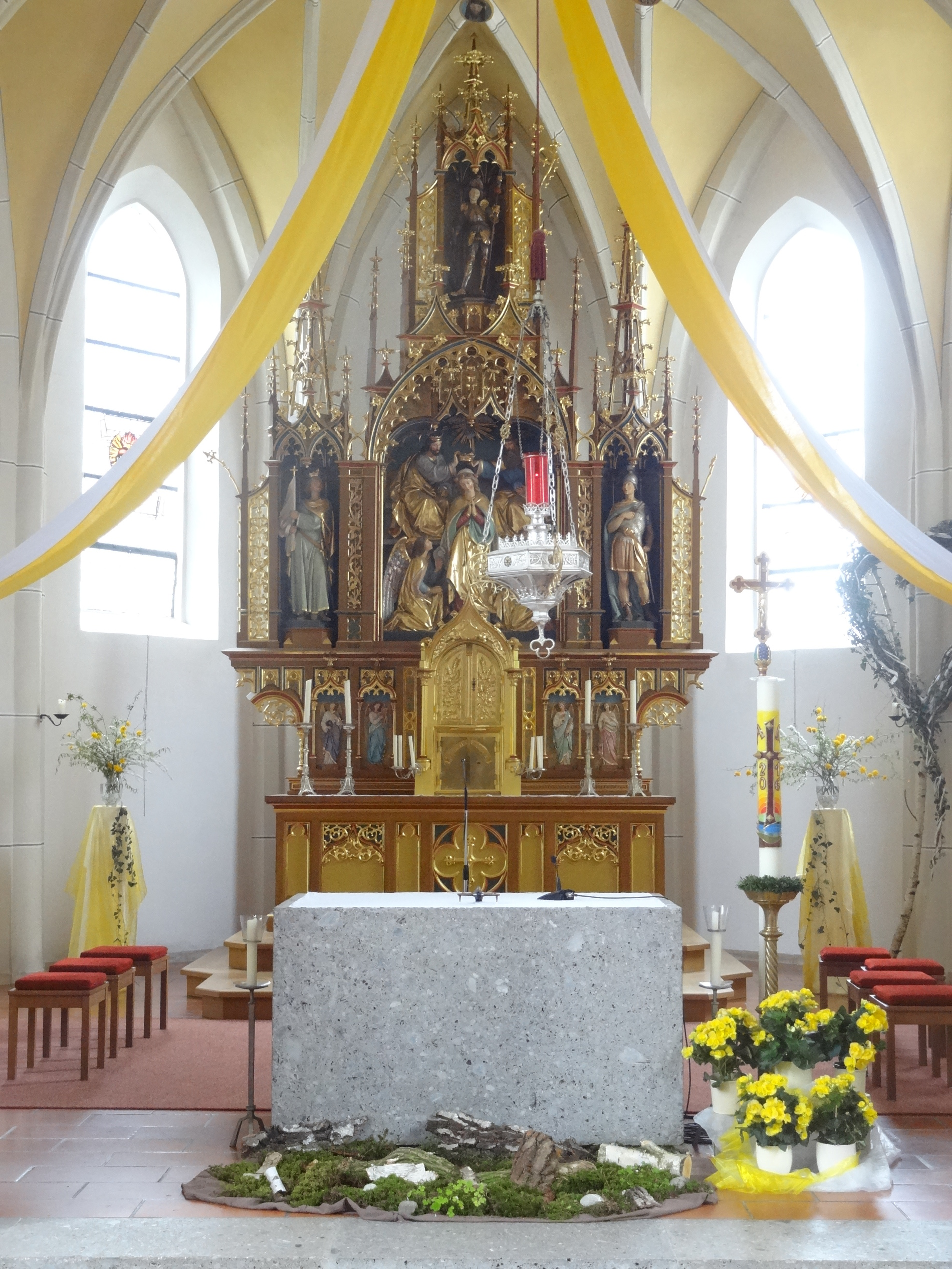
Hochaltar
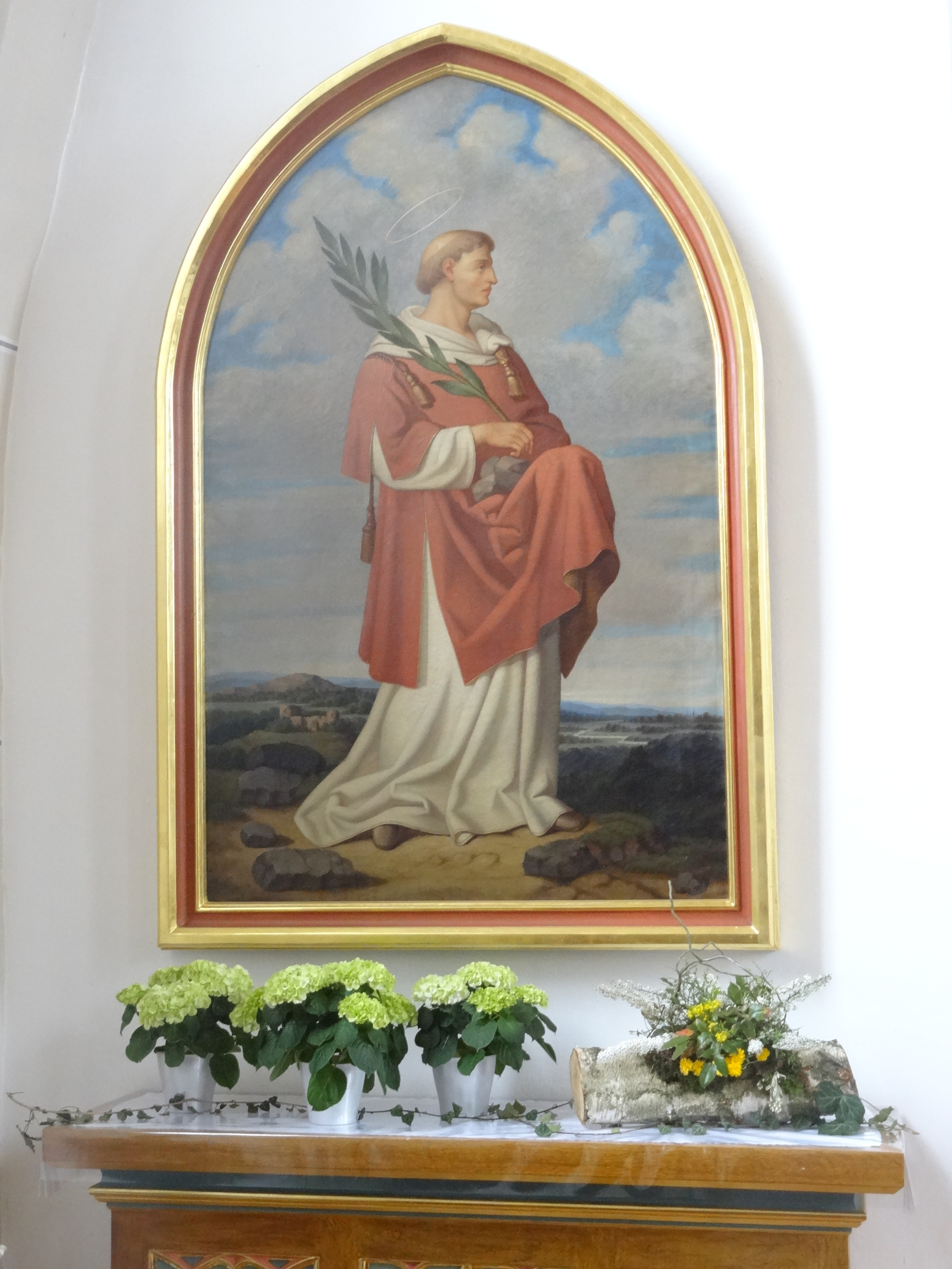
Altargemälde des ehem. linken Seitenaltares
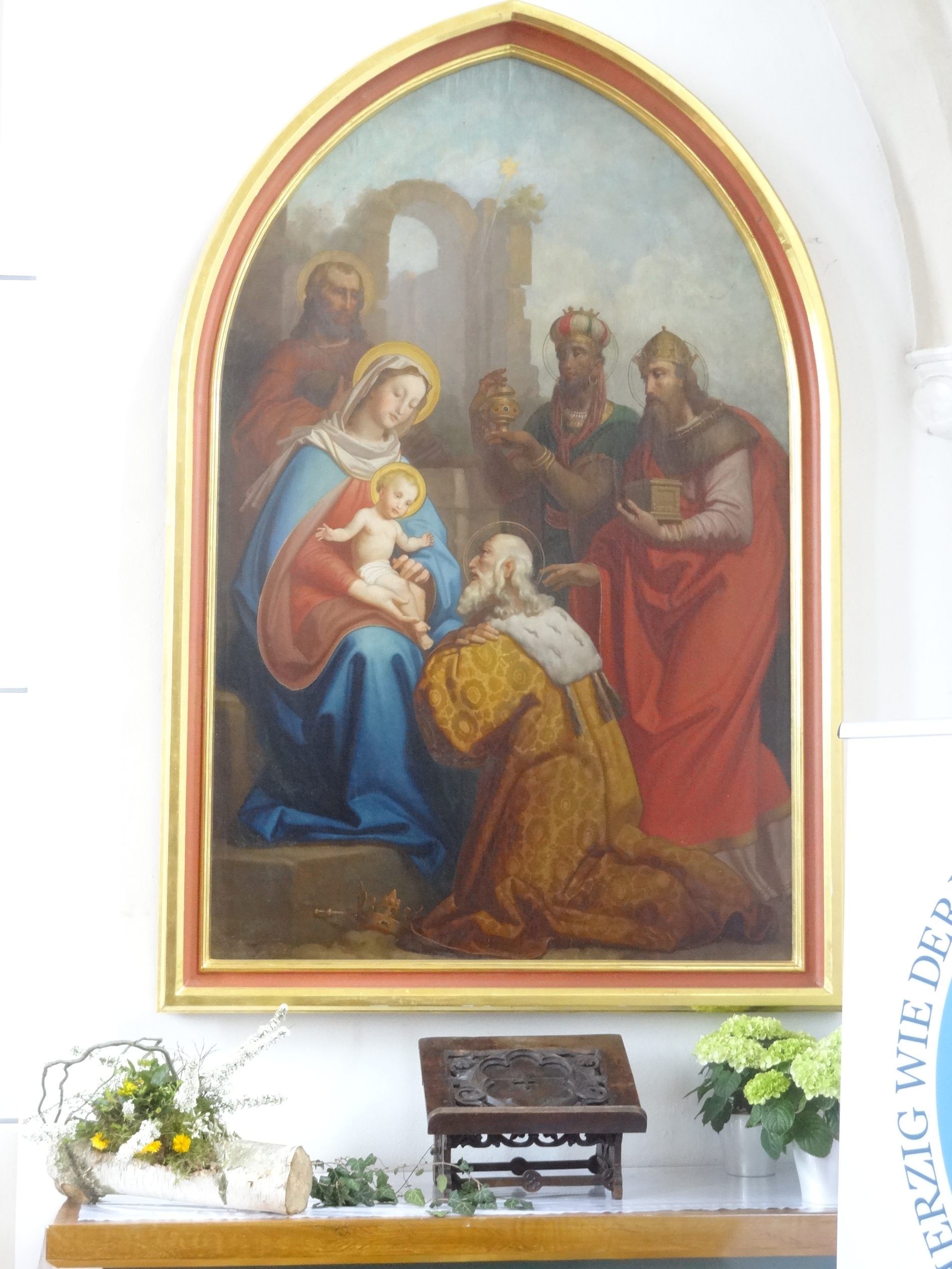
Altargemälde des ehem. rechten Seitenaltares

### Übrige Ausstattung
Über den seitlichen Türen im Chorraum sind Figuren von Maria mit dem geneigten Haupt (links) und dem heiligen Bruder Konrad (rechts) angebracht. An der Südseite von Langhaus und Turm außen haben sich einige Epitaphien der auf Schloss Vilsheim residierten Adelsfamilien aus dem 16., 17. und 18. Jahrhundert erhalten.

### Orgel

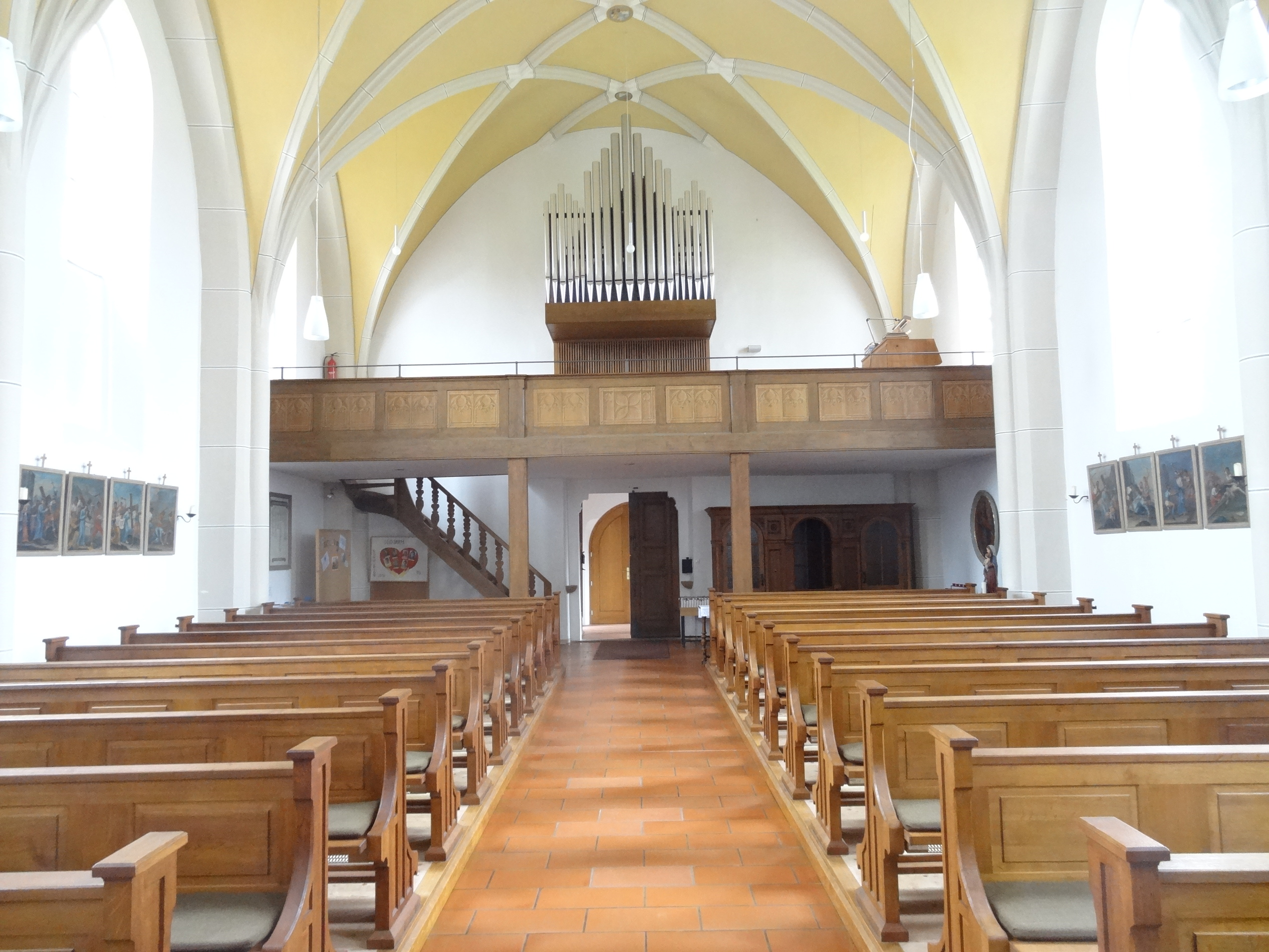
Blick zur Orgelempore im Kirchenschiff

Ein Instrument des Münchner Orgelbauers Joseph Gloner aus dem Jahr 1730, das unter anderem 1752 Leonhard Veichtmayr aus Straubing sowie 1765 und 1784 Johann Schweinacher aus Landshut instand gesetzt hatten, wurde 1827 durch einen Neubau von Joseph Schweinacher aus Landshut ersetzt. Dieses umfasste sieben Register auf einem Manual und Pedal. Das Nachfolgerinstrumet mit acht Registern auf einem Manual und Pedal schuf Franz Borgias Maerz im Jahr 1899. Die heutige Orgel mit Freipfeifenprospekt stammt wurde in den Jahren 1972 bis 1974 von Wilhelm Stöberl aus München erbaut. Das Schleifladeninstrument mit elektrischer Spiel- und Registertraktur umfasst 14 Register auf zwei Manualen und Pedal. Die Disposition lautet wie folgt:
| I Manual C–g3 |             |       |
| 1.            | Principal   | 8′    |
| 2.            | Koppelflöte | 8′    |
| 3.            | Octav       | 4′    |
| 4.            | Nasat       | 2 ⁄3′ |
| 5.            | Blockflöte  | 2′    |
| 6.            | Mixtur      | 1 ⁄3′ |

| II Manual C–g3 |            |       |
| 7.             | Gedackt    | 8′    |
| 8.             | Rohrflöte  | 4′    |
| 9.             | Salicet    | 4′    |
| 10.            | Principal  | 2′    |
| 11.            | Larigot II | 1 ⁄3′ |

| Pedal C–f1 |           |     |
| 12.        | Subbaß    | 16′ |
| 13.        | Zartbaß   | 16′ |
| 14.        | Flötoctav | 4′  |

- Koppeln: II/I, II/P, I/P